# Gréolières 1400
Gréolières 1400 (anciennement Gréolières-les-Neiges) est une station de ski dans les Alpes-Maritimes, située à une heure des grandes villes de la Côte d'Azur comme Cannes, Antibes, Nice et Grasse. Cette station dépend de la commune de Gréolières. Cette petite station de ski familiale a la particularité d'être la station la plus proche du littoral à seulement 21 kilomètres de la mer. De son sommet, il est possible d'apercevoir l'Italie, Toulon, le Mercantour, les Alpes et même par beau temps la Corse.

## Équipements de la station de ski
Le domaine skiable alpin de cette station s'étend sur plus de mille hectares ; il est composé de trente kilomètres de pistes (dont certaines sont équipées de canons à neige) :
- 4 pistes vertes : "bambi", "écureuils", "2 étoiles" et "Ptit Loup"
- 6 pistes bleues : "promenade", "dolines", "dolines hautes", "les combes", "retour station" et "Belette"
- 14 pistes rouges :"bergerie", "cairn", "chamois", "stade" ,"perdrix", "le loup", "marmottes", "l'aigle", "les pins", "le tétras", "le lièvre", "airelles", "marmottons" et "jas loup"
- 2 pistes noires : " le Vallon ", une piste à bosses, et " le Mur ", une piste très raide.
- 1 snow park

Remontées Mécaniques :
- Tapis Roulant
- Fil Neige Bambi
- Téléski des Écureuils (TKF)
- Téléski du Deux Étoiles (TKF)
- Téléski du Monte Cala (TKD)
- Téléski du Cheiron (TKD)
- Téléski de la Cime (TKD)
- Téléski des Crêtes (TKD)
- Téléski du Jas (TKD)
- Télésiège des Huskies (TSF4)

Le domaine skiable nordique est également très vaste et offre un total de 30 kilomètres de pistes de ski de fond avec un restaurant au pied des pistes. Les pistes allant de la verte à la noire.

## Historique
Au début des années 1960, Camille et Victor de Tornaco, respectivement barons de Tornaco, avaient l'habitude de survoler le sud de la France depuis la Belgique, leur terre natale. Au fil de leurs nombreux survols, leur œil a été attiré vers la montagne du Cheiron et le plateau situé quelques centaines de mètres plus bas. Quelques années plus tard ils décidèrent de bâtir Gréolières-Les-Neiges. Ces deux personnalités belges ont dû tout construire, même la route! Puis c'est en 1963 que la station de sports d'hiver ouvre ses portes avec un téléski. Par la suite de nombreuses installations viennent compléter ce téléski, qu'elles soient des remontées mécaniques ou des propriétés immobilières. Plus tard, ce sera Monsieur Liautaud qui prendra les rênes de la station la plus proche du littoral. Puis en 2002, la station devient publique et gérée en régie la commune de Gréolières. Par souci économique, en 2004, c'est le Département des Alpes-Maritimes qui prend le relais en créant le SMGA (Syndicat Mixte de Gréolières l'Audibergue) liant définitivement les deux stations du Pays de Grasse. Les actionnaires sont donc exclusivement composés de collectivités publiques : le Département des Alpes-Maritimes (actionnaire majoritaire), la Communaute d'Agglomération de Sophia-Antipolis, la Communauté d'Agglomération du Pays de Grasse puis les communes d'Andon, Caille et Gréolières.

## Accessibilité
- En Voiture

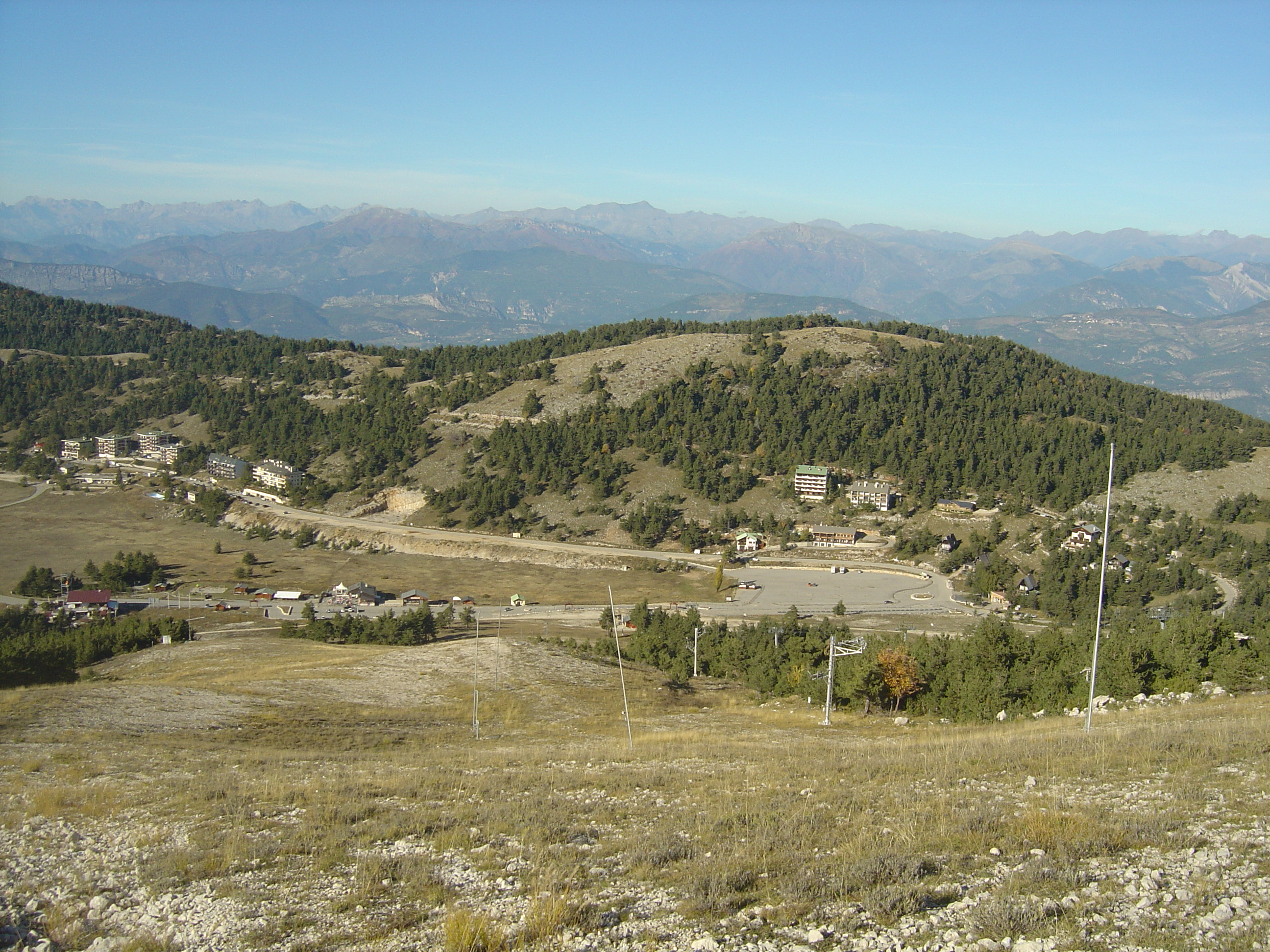
Station de Gréolières 1400 vue depuis une piste de ski.

  - De Grasse, prenez la RD2082 en direction de Chateauneuf-Grasse puis la RD2210 en direction de Pont-du-Loup. Ensuite prenez la direction de Gréolières par le RD6 puis la RD3. Une fois arrivé à Gréolières, prenez la RD2 puis RD802 en direction de Gréolières-Les-Neiges.
  - De Nice, prenez l'Autoroute A8 direction Cannes, puis sortez à l'échangeur 48 pour prendre la RD436 en direction de La Colle Sur Loup. Arrivé à La Colle Sur Loup, prenez la direction de Gréolières par la RD6 puis la RD3. Une fois arrivé à Gréolières, prenez la RD2 puis RD802 en direction de Gréolières-Les-Neiges.
- En Bus
  - Ligne 652 du réseau ZOU! : Grasse SNCF <> Gréolières-Les-Neiges (uniquement en période hivernale)
  - Navette des Neiges : Antibes <> Gréolières-Les-Neiges (uniquement en période hivernale)
  - Service de Transport à la demande d'Envibus
- En Train
  - Gare de Grasse (43 kilomètres) en TER uniquement
- En Avion
  - Aéroport Nice Côte d'Azur (55 kilomètres)
  - Aéroport Marseille Provence (215 kilomètres)